# Ма Рејни
Гетруд Мелиса Никс Приџет Рејни (енгл. Gertrude Malissa Nix Pridgett Rainey), познатија као Ма Рејни (енгл. Ma Rainey; Коламбус, 26. април 1886 — Роум, 22. децембар 1939), била је једна од најранијих познатих америчких професионалних блуз певачица и једна од првих које су снимале.
Позната је као Мајка блуза (енгл. The Mother of the Blues). Много је допринела у развијању и популаризовању овог музичког правца и била важан утицај на млађе блуз извођачице, попут Беси Смит, којима је помагала у каријери. Њена песма See See Rider, коју је сама написала, уврштена је у Grammy Hall of Fame, а 1966. препевала ју је блуз-рок група Енималс (енгл. The Animals).

## Рани живот
Постоји неизвесност у вези са датумом рођења Гертруде Приџет. Неки извори наводе да је рођена 1882. године, док већина извора тврди да је рођена 26. априла 1886. године. Приџет је тврдила да је рођена 26. априла 1886. (почев од пописа из 1910. године, снимљеног 25. априла 1910.), у Колумбусу, Џорџија. Међутим, попис из 1900. показује да је рођена у септембру 1882. у Алабами, а истраживачи Боб Игл и Ерик ЛеБлан сугеришу да је њено место рођења било у округу Расел, Алабама. Била је друго од петоро деце Томаса и Еле (рођене Ален) Приџет из Алабаме. Имала је најмање два брата и сестру, Малису Приџет Никс.
У фебруару 1904. Ма Рејни се удала за Вилијама "Па" Рејнија. Узела је уметничко име "Ма Рејни", што је била "игра са надимком њеног мужа, 'Па'".

## Рана каријера
Приџет је започела своју каријеру као извођач на шоу талената у Колумбусу, Џорџија, када је имала отприлике 12 до 14 година. Као чланица Прве афричке баптистичке цркве, почела је да наступа у представама црнаца. Касније је тврдила да је први пут била изложена блуз музици око 1902. године. Основала је компанију са својим мужем Вилом Рејнијем, али су се 1906. обоје придружили много већој и популарнијој компанији Зечја Шапа Пет Шапела, где су заједно били најављени као „Комичари са песмама и плесом Црног лица, јубиларни певачи [и] шетачи колача“. Године 1910. описивана је као „госпођа Гертруда Рејни, наша викачица на чауре“. Наставила је са компанијом Пет Шапела након што ју је преузео нови власник, Ф. С. Волкот, 1912. године. Рејни је рекла да је пронашла "Блуз музику" када је једне вечери била у Мисурију на наступу, а девојка ју је упознала са тужном песмом о мушкарцу који је напустио жену. Рејни је рекла да је научила текст песме See See Riderи додала га својим наступима. Тврдила да је створила термин "блуз" када су је питали какву песму пева.
Почевши од 1914. године, Рејнијеви су били наглашени као Рејни и Рејни, Убице Блуза. Зимујући у Њу Орлеансу, упознала је бројне музичаре, укључујући Џоа "Кинга" Оливера, Луја Армстронга, Сиднеја Бечеа и Попса Фостера. Како је популарност блуз музике расла, постала је позната. Отприлике у то време упознала је Беси Смит, младу блуз певачицу која је такође стекла име. Касније се развила прича да је Рејни киднаповала Смит, приморала је да се придружи менстрелима Зечје шапе и научила је да пева блуз. Причу је оспорила снаја Беси Смит, Мод Смит.

## Каснија каријера и популарност
Од касних 1910-их, постојала је све већа потражња за снимцима црних музичара. Године 1920. Мејми Смит је била прва црнкиња која је снимила плочу. Године 1923. Рејни је открио продуцент Џеј Мејо Вилијамс. Потписала је уговор о снимању са Парамаунтом, а у децембру је снимила својих првих осам плоча у Чикагу, укључујући "Bad Luck Blues", "Bo-Weevil Blues" и "Moonshine Blues. Снимила је више од 100 других плоча у наредних пет година, што јој је донело славу изван југа. Парамаунт ју је навелико пласирао на тржиште, називајући је „мајком блуза“, „птицом певачицом са југа“, „женом блуза са златним вратом“ и „парамаунтском дивљом мачком“.
Године 1924. Рејни је снимала са Лујом Армстронгом, укључујући песме "Jelly Bean Blues", "Countin' the Blues" и "See, See Rider". Исте године је кренула на турнеју Удружења за резервације власника позоришта (ТОБА) на југу и средњем западу Сједињених Држава, певајући за црно-белу публику. Пратили су је вођа бенда и пијаниста Томас Дорси и бенд који је он окупио, Wildcats Jazz Band. Своју турнеју су започели наступом у Чикагу у априлу 1924. и наставили су све до 1928. године. Дорси је напустио групу 1926. због лошег здравља и на месту пијанисте га је заменила Лилијан Хардавеј Хендерсон, супруга Рејнијевог корнетисте Фулера Хендерсона, која је постала вођа бенда.
Иако се већина Рејниних песама у којима се помиње сексуалност односи на љубавне везе са мушкарцима, неки од њених текстова садрже референце на лезбијство или бисексуалност, као што је песма из 1928. „Prove It on Me":
Рекли су да то радим, нико ме није ухватио.
Наравно да ми то треба доказати.
Изашла сам синоћ са гомилом мојих пријатеља.
Мора да су биле жене, јер ја не волим мушкарце.
Истина је да носим крагну и кравату.
Чини да ветар стално дува.
Према вебсајту queerculturalcenter.org, текстови се односе на инцидент из 1925. године у којем је Рејни била „ухапшена због учешћа у оргији у [њеној] кући у којој су биле жене у њеном хору“. Политичка активисткиња и научница Анџела И. Дејвис је приметила да је „'Прове Ит он Ме' културна претеча лезбијског културног покрета 1970-их, који је почео да се кристалише око извођења и снимања песама које афирмишу лезбијке.“ У то време, реклама за песму је обухватила родно савијање оцртано у стиховима и приказала Рејни у оделу од три дела, која се мешала са женама док полицајац вреба у близини.
За разлику од многих блуз певачица свог времена, Рејни је написала најмање трећину песама које је певала, укључујући многа од њених најпознатијих дела као што су "Moonshine Blues" и "Ma Rainey's Black Bottom" који ће постати стандарди жанра „класични блуз”.
Током 1920-их, Ма Рејни је имала репутацију једног од најдинамичнијих извођача у Сједињеним Државама, у великој мери захваљујући њеном писању песама, умећу и гласу. Она и њен бенд могли су да донесу зараду од 350 долара недељно на турнеји са Асоцијацијом за резервације власника позоришта, што је дупло више од Беси Браун и Џорџа Вилијамса, док је нешто више од половине онога што би Беси Смит на крају имала.
Крајем 1920-их, живи водвиљ је опао, а заменили су га радио и снимци. Рејнијина каријера није одмах погођена; наставила је да снима за Парамаунт и зарадила је довољно новца на турнејама да купи аутобус са њеним именом. Године 1928. поново је радила са Дорсијем и снимила 20 песама, пре него што је Парамаунт раскинуо њен уговор. Њен стил блуза више се није сматрао модерним од стране компаније. Нејасно је да ли је задржала тантијеме за своје песме након што је отпуштена из Парамаунта.

## Лични живот и смрт
Ма Рејни и Па Рејни усвојили су сина по имену Дени који се касније придружио музичком делу својих родитеља. Рејни је развила везу са Беси Смит. Толико су се зближили да су кружиле гласине да је њихова веза вероватно била и романтичне природе. Такође се причало да је Смит једном извукла Ма Рејни из затвора.
Рејнијеви су се раздвојили 1916.
Године 1935. Рејни се вратила у свој родни град, Колумбо, Џорџија, и постала власница три позоришта, Либерти у Колумбусу и Лирика и аеродрома у Риму, Џорџија, до своје смрти. Умрла је од срчаног удара 1939. године.

## У популарној култури
Стерлинг А. Браун написао је песму „Ма Рејни” 1932. године, о томе како би људи свуда чули како пева „Када Ма Рејни / дође у град”. Године 1981. Сандра Либ је написала прву књигу у пуној дужини о Рејни, мајци блуза: Студија о Ма Рејни.
Ma Rainey's Black Bottom, драма Августа Вилсона из 1982. је фикционализована прича о снимку њене песме са истим насловом која је смештена 1927. Тереза Мерит и Вупи Голдберг су глумиле Рејни у оригиналној и Ревивал бродвејској продукцији. Вајола Дејвис је глумила Рејн у филмској адаптацији представе 2020. и била је номинована за Оскара за најбољу глумицу.
Мо'Ник је глумила Рејни у телевизијском филму Беси из 2015. о животу Беси Смит, за који је добила номинацију за Еми награду за најбољу споредну глумицу у ограниченој серији или филму.

## Снимци
| #  | Датум снимања | Наслов                                          | Пратња                      |
| -- | ------------- | ----------------------------------------------- | --------------------------- |
| 01 | 1923/12       | "Bad Luck Blues"                                | Лови Остин, Блуз Серенадерс |
| 02 | 1923/12       | "Bo-Weavil Blues"                               | Лови Остин, Блуз Серенадерс |
| 03 | 1923/12       | "Barrel House Blues"                            | Лови Остин, Блуз Серенадерс |
| 04 | 1923/12       | "Those All Night Long Blues"                    | Лови Остин, Блуз Серенадерс |
| 05 | 1923/12       | "Moonshine Blues"                               | Лови Остин, Блуз Серенадерс |
| 06 | 1923/12       | "Last Minute Blues"                             | Лови Остин, Блуз Серенадерс |
| 07 | 1923/12       | "Southern Blues"                                | Лови Остин, Блуз Серенадерс |
| 08 | 1923/12       | "Walking Blues"                                 | Лови Остин, Блуз Серенадерс |
| 09 | 1924/03       | "Lost Wandering Blues"                          | Pruit Twins                 |
| 10 | 1924/03       | "Dream Blues"                                   | Pruit Twins                 |
| 11 | 1924/03       | "Honey Where You Been So Long?"                 | Лови Остин, Блуз Серенадерс |
| 12 | 1924/03       | "Ya-Da-Do"                                      | Her Georgia Jazz Band       |
| 13 | 1924/03       | "Those Dogs of Mine" "(Famous Cornfield Blues)" | Лови Остин, Блуз Серенадерс |
| 14 | 1924/03       | "Lucky Rock Blues"                              | Лови Остин, Блуз Серенадерс |
| 15 | 1924/04       | "South Bound Blues"                             | Her Georgia Jazz Band       |
| 16 | 1924/05       | "Lawd Send Me a Man Blues"                      | Her Georgia Jazz Band       |
| 17 | 1924/05       | "Ma Rainey's Mystery Record"                    | Лови Остин, Блуз Серенадерс |
| 18 | 1924/08       | "Shave 'Em Dry Blues"                           | Две непознате гитаре        |
| 19 | 1924/08       | "Farewell Daddy Blues"                          | Непозната гитара            |
| 20 | 1924/10       | "Booze and Blues"                               | Her Georgia Jazz Band       |
| 21 | 1924/10       | "Toad Frog Blues"                               | Her Georgia Jazz Band       |
| 22 | 1924/10       | "Jealous Hearted Blues"                         | Her Georgia Jazz Band       |
| 23 | 1924/10       | "See See Rider Blues"                           | Her Georgia Jazz Band       |
| 24 | 1924/10       | "Jelly Bean Blues"                              | Her Georgia Jazz Band       |
| 25 | 1924/10       | "Countin' the Blues"                            | Her Georgia Jazz Band       |
| 26 | 1924/11       | "Cell Bound Blues"                              | Her Georgia Jazz Band       |
| 27 | 1925/05       | "Army Camp Harmony Blues"                       | Her Georgia Jazz Band       |
| 28 | 1925/05       | "Explaining the Blues"                          | Her Georgia Jazz Band       |
| 29 | 1925/05       | "Louisiana Hoo Doo Blues"                       | Her Georgia Jazz Band       |
| 30 | 1925/05       | "Goodbye Daddy Blues"                           | Her Georgia Jazz Band       |
| 31 | 1925/05       | "Stormy Seas Blues"                             | Her Georgia Band            |
| 32 | 1925/08       | "Rough and Tumble Blues"                        | Her Georgia Band            |
| 33 | 1925/08       | "Night Time Blues"                              | Her Georgia Band            |
| 34 | 1925/08       | "Levee Camp Moan"                               | Her Georgia Band            |
| 35 | 1925/08       | "Four Day Honorary Scat"                        | Her Georgia Band            |
| 36 | 1925/08       | "Memphis Bound Blues"                           | Her Georgia Band            |
| 37 | 1925/12       | "Slave to the Blues"                            | Her Georgia Band            |
| 38 | 1925/12       | "Yonder Come the Blues"                         | Her Georgia Band            |
| 39 | 1925/12       | "Titanic Man Blues"                             | Her Georgia Band            |
| 40 | 1925/12       | "Chain Gang Blues"                              | Her Georgia Band            |
| 41 | 1925/12       | "Bessemer Bound Blues"                          | Her Georgia Jazz Band       |
| 42 | 1925/12       | "Oh My Babe Blues"                              | Her Georgia Band            |
| 43 | 1925/12       | "Wringing and Twisting Blues"                   | Her Georgia Band            |
| 44 | 1925/12       | "Stack O'Lee Blues"                             | Her Georgia Band            |
| 45 | 1926/03       | "Broken Hearted Blues"                          | Her Georgia Band            |
| 46 | 1926/03       | "Jealousy Blues"                                | Her Georgia Band            |
| 47 | 1926/03       | "Seeking Blues"                                 | Her Georgia Band            |
| 48 | 1926/03       | "Mountain Jack Blues"                           | Џими Блајт                  |
| 49 | 1926/06       | "Down in the Basement"                          | Her Georgia Band            |
| 50 | 1926/06       | "Sissy Blues"                                   | Her Georgia Band            |
| 51 | 1926/06       | "Broken Soul Blues"                             | Her Georgia Band            |
| 52 | 1926/06       | "Trust No Man"                                  | Лилијан Хендерсон           |
| 53 | 1926/11       | "Morning Hour Blues"                            | Џими Блајт, Слепи Блејк     |
| 54 | 1926/11       | "Weepin' Woman Blues"                           | Her Georgia Boys            |
| 55 | 1926/11       | "Soon This Morning"                             | Her Georgia Band            |
| 56 | 1926/12       | "Little Low Mamma Blues"                        | Слепи Блејк                 |
| 57 | 1926/12       | "Grievin Hearted Blues"                         | Слепи Блејк                 |
| 58 | 1926/12       | "Don't Fish in My Sea"                          | Џими Блајт                  |
| 59 | 1927/08       | "Big Boy Blues"                                 | Her Georgia Band            |
| 60 | 1927/08       | "Blues Oh Blues"                                | Her Georgia Band            |
| 61 | 1927/08       | "Damper Down Blues"                             | Her Georgia Band            |
| 62 | 1927/08       | "Gone Daddy Blues"                              | Her Georgia Band            |
| 63 | 1927/08       | "Oh Papa Blues"                                 | Her Georgia Band            |
| 64 | 1927/08       | "Misery Blues"                                  | Her Georgia Band            |
| 65 | 1927/08       | "Dead Drunk Blues"                              | Her Georgia Band            |
| 66 | 1927/08       | "Slow Driving Moan"                             | Her Georgia Band            |
| 67 | 1927/12       | "Blues the World Forgot—Part 1"                 | Her Georgia Band            |
| 68 | 1927/12       | "Ma Rainey's Black Bottom"                      | Her Georgia Band            |
| 69 | 1927/12       | "Blues the World Forgot—Part 2"                 | Her Georgia Band            |
| 70 | 1927/12       | "Hellish Rag"                                   | Her Georgia Band            |
| 71 | 1927/12       | "Georgia Cake Walk"                             | Her Georgia Band            |
| 72 | 1927/12       | "New Bo-Weavil Blues"                           | Her Georgia Band            |
| 73 | 1927/12       | "Moonshine Blues"                               | Her Georgia Band            |
| 74 | 1927/12       | "Ice Bag Papa"                                  | Her Georgia Band            |
| 75 | 1928/06       | "Black Cat Hoot Owl Blues"                      | Her Tub Jug Washboard Band  |
| 76 | 1928/06       | "Log Camp Blues"                                | Her Tub Jug Washboard Band  |
| 77 | 1928/06       | "Hear Me Talking to You"                        | Her Tub Jug Washboard Band  |
| 78 | 1928/06       | "Hustlin' Blues"                                | Her Tub Jug Washboard Band  |
| 79 | 1928/06       | "Prove It on Me Blues"                          | Her Tub Jug Washboard Band  |
| 80 | 1928/06       | "Victim of the Blues"                           | Her Tub Jug Washboard Band  |
| 81 | 1928/06       | "Traveling Blues"                               | Her Tub Jug Washboard Band  |
| 82 | 1928/06       | "Deep Moaning Blues Blues"                      | Her Tub Jug Washboard Band  |
| 83 | 1928/09       | "Daddy Goodbye Blues"                           | Џорџа Том Дорзи, Тампа Ред  |
| 84 | 1928/09       | "Sleep Talking Blues"                           | Џорџа Том Дорзи, Тампа Ред  |
| 85 | 1928/09       | "Tough Luck Blues"                              | Џорџа Том Дорзи, Тампа Ред  |
| 86 | 1928/09       | "Blame It on the Blues"                         | Џорџа Том Дорзи, Тампа Ред  |
| 87 | 1928/09       | "Sweet Rough Man"                               | Џорџа Том Дорзи, Тампа Ред  |
| 88 | 1928/09       | "Runaway Blues"                                 | Џорџа Том Дорзи, Тампа Ред  |
| 89 | 1928/09       | "Screech Owl Blues"                             | Еди Милер                   |
| 90 | 1928/09       | "Black Dust Blues"                              | Еди Милер                   |
| 91 | 1928/09       | "Leaving This Morning"                          | Џорџа Том Дорзи, Тампа Ред  |
| 92 | 1928/09       | "Black Eye Blues"                               | Џорџа Том Дорзи, Тампа Ред  |
| 93 | 1928/10       | "Ma and Pa Poorhouse Blues"                     | Папа Чарли Џексон           |
| 94 | 1928/10       | "Big Feeling Blues"                             | Папа Чарли Џексон           |